# Jan Gyamerah
 (août 2025).
Jan Gyamerah, né le 18 juin 1995 à Berlin en Allemagne, est un footballeur ghanéen qui joue au poste de latéral droit au 1. FC Kaiserslautern.

## Biographie

### VfL Bochum (2013 - 2019)
Formé au sein du club, la carrière du joueur démarre au VfL Bochum, dans son pays natal.
Rapidement, il s'impose dans l'effectif du club allemand et devient un titulaire régulier.

### Hambourg SV (2019 - 2022)
En 2019, il signe un contrat de trois ans avec le club du Hambourg SV, libre de tout contrat.
Sous le coaching de Dieter Hecking, il est directement titulaire lors des cinq premiers matchs de la saison. Le 11 septembre 2019, le joueur se fracture le péroné lors d'un entrainement et subit par la suite une opération, l'éloignant des terrains. Il revient en mars 2020 après la trève lié à la pandémie mondiale de Covid-19 et ne joue que neuf matchs de 2. Bundesliga au total cette saison.
Jouant peu lors de sa dernière saison avec le club, il quitte ce dernier, libre de tout contrat.

### 1. FC Nuremberg (2022 - 2024)
Libre de tout contrat, le joueur s'engage avec le 1. FC Nuremberg, club de 2. Bundesliga en 2022.
Titulaire indiscutable dans son nouveau club, il devient le capitaine de ce dernier en février 2024.

### 1. FC Kaiserslautern (depuis 2024)
À quelques jours du début de saison en deuxième division, il rejoint le 1. FC Kaiserslaurern pour un montant d'environ 400 000€ sans bonus.